# Norbert Ulfig
Norbert Ulfig (* 18. Januar 1959 in Hamm; † 6. Oktober 2015 in Hamburg) war ein deutscher Anatom.

## Leben
Nach dem Abitur leistete er 1978/79 den Grundwehrdienst in Hamburg. Danach studierte er an der Universität Münster Medizin und zum Teil Zahnmedizin. Gleich nach der Approbation ging er als wissenschaftlicher Mitarbeiter zu Heiko Braak an die Universität Frankfurt. Mit einer Doktorarbeit bei Peter Lawin wurde er 1987 in  Münster zum Dr. med. promoviert. Die Ausbildung in der Neuroanatomie bei Braak endete 1992. Nach einem viermonatigen Forschungsaufenthalt bei Edward G. Jones an der University of California, Davis ging Ulfig an die Universität Rostock, an der er sich 1994 für Anatomie habilitierte. Er wurde zum Privatdozenten ernannt und erhielt die Venia legendi für Anatomie.
Die Universität Rostock berief ihn zum 1. Oktober 1995 als C 3-Professor und stellvertretenden Institutsdirektor. 2004 war er Lehrer des Jahres im Bereich Vorklinik. Er war Gastprofessor an der Chinesischen Universität Hongkong (1999–2000) und der  Open University in Milton Keynes (2006). Er gründete den Verlag hanseatic publisher.
Ulfig war Komparse am Thalia Theater in Hamburg. Jahrelang nahm er Schauspielunterricht und Sprechtraining. Für die Freie Demokratische Partei saß er von 2004 bis 2009 in der Rostocker Bürgerschaft. 2014 aus gesundheitlichen Gründen in den Ruhestand versetzt,  immatrikulierte er sich zum Wintersemester 2014/15 an der Universität Hamburg für Germanistik und Anglistik. Er starb mit 56 Jahren und wurde halbanonym auf dem Friedhof Ohlsdorf im Ruhewald am Prökelmoor beigesetzt.